# Головко Олександр Борисович (футболіст)
Олекса́ндр Бори́сович Головко́ (нар. 6 січня 1972, Херсон, УРСР) — український футбольний тренер, у минулому — центральний захисник збірної України, сімферопольської «Таврії» та київського «Динамо».

## Клубна кар'єра
Розпочав кар'єру футболіста 1991 року у команді «Таврія» (Сімферополь), у складі якої 1992 року став першим чемпіоном незалежної України. 1995 року перейшов до київського «Динамо», у якому відразу почав стабільно виходити в основному складі команди, а за деякий час отримав капітанську пов'язку.
Почавши поступово втрачати місце в основному складі «Динамо», 2004 року прийняв пропозицію продовжити кар'єру в Китаї, де провів півсезону, захищаючи кольори клубу «Циндао Етсонг». Повернувшись до України на початку 2005 року приєднався до свого «рідного» клубу — «Таврії», у складі якої провів останні півтора сезони своєї кар'єри гравця.

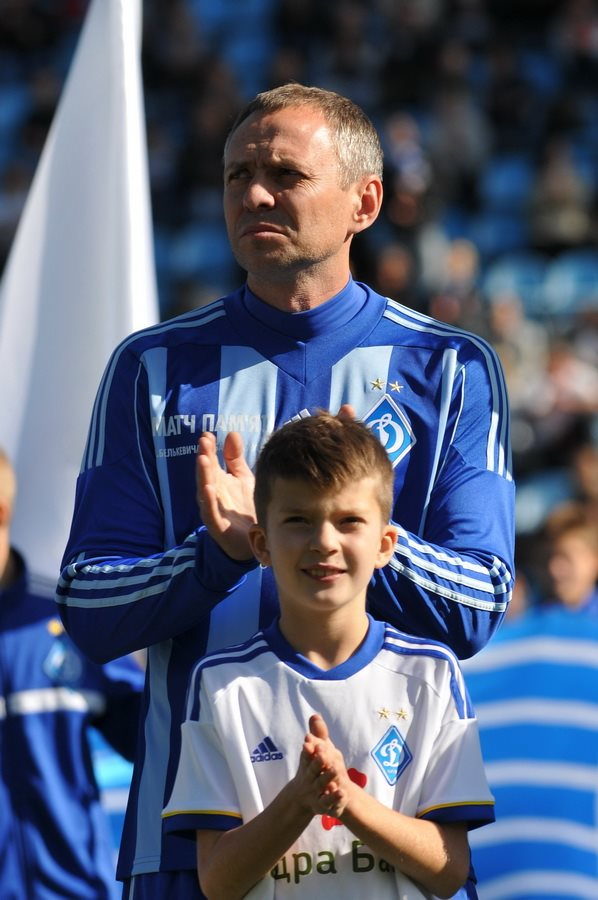
Олександр Головко на Матчі пам'яті Белькевича, Баля і Гусіна. 2014 рік.

Усього в чемпіонатах України провів 319 матчів, чим забезпечив собі місце у символічному клубі Олександра Чижевського — групі українських футболістів, що відіграли понад 300 ігор у вищій лізі (Прем'єр-лізі) українського чемпіонату.

## Біографія

### Початок
Народився у місті Херсоні. До 18 років навіть і не думав про те, щоб стати професійний футболістом, переважно граючи за колгосп. Після закінчення школи поступив до Херсонської філії Національного університету кораблебудування імені адмірала Макарова. Саме там його побачив Бондаренко Юрій Вікторович, який порекомендував Головка головному тренеру «Таврії» Заяєву Анатолію Миколайовичу. Вже з 19 років Олександр почав грати в основі команди. У сезоні 1991 першої ліги СРСР провів за команду 25 матчів та забив 1 гол.
Сезон 1992 провів у національному чемпіонаті України, який проходив по укороченому варіанту з березня по червень. Команди були розділені на дві групи, свою групу «Таврія» виграла та 21 червня у Львові зустрілась з київським «Динамо» у чемпіонському матчі, в якому перемогла з рахунком 1:0. У тому сезоні Головко провів усі матчі без замін і вже у 20 років став чемпіоном України.
В наступному сезоні «Таврія» здобула право виступити у Лізі чемпіонів. Головко дебютував у єврокубках 19 серпня 1992 року у відбірковому раунді проти ірландської команди «Шелбурн». «Тарвія» пройшла до 1/16 фіналу, де поступилась швейцарському «Сьйону». У цьому ж сезоні чемпіонату України «Таврія» зайняла десяте місце.
У сезоні 1993-94 «Таврія» посіла восьме місце, а у Кубку України пройшла до фіналу, де поступилась у серії післяматчевих пенальті одеському «Чорноморцю».

### Динамо Київ
В 1995 році перейшов у "Динамо Київ, яким керував Йожеф Сабо. Головко відразу зайняв місце в основі команди, а під кінець сезону вдруге в кар'єрі став чемпіоном України і вперше здобув Кубок України.
У середині сезону 1996-97 головним тренером став Валерий Лобановський і команда знову стала переможцем чемпіонату України. У єврокубках на груповому етапі Ліги Чемпіонів динамівці перемогли «Барселону» по сумі двох матчів з рахунком 7:0.

## Виступи за збірні
У 1995—2004 роках виступав за національну збірну України. Дебют — 26 квітня 1995 року у грі проти збірної Естонії (перемога 1:0).
Усього виходив на поле у складі головної команди України 58 разів, у тому числі 13 разів — як капітан збірної. Станом на жовтень 2009 року Головко займає 10 місце за кількістю ігор, проведених у складі збірної України.

## Тренерська кар'єра
Освіту за фахом «Тренер з футболу і вчитель фізичної культури» отримав у Національному університеті фізичного виховання і спорту України у 2000 році.
По завершенні ігрової кар'єри у 2006 році зайняв посаду асистента тренера юнацької збірної України з юнаків 1990 р.н. З наступного року — старший тренер юнацької збірної з юнаків 1992 р.н.

## Досягнення
У складі «Таврії» (Сімферополь):
- Чемпіон України сезону 1992;

У складі «Динамо» (Київ):
- Чемпіон України: сезони 1995–1996, 1996–1997, 1997–1998, 1998–1999, 1999–2000, 2000–2001, 2002–2003;
- П'ятириразовий володар Кубка України з футболу: 1996, 1998, 1999, 2000, 2003;

Особисті:
- Тричі визнавався найкращим центральним захисником року України за рейтингом «33 найкращі футболісти України» газети «Команда»: 1999, 2000 та 2001 роки.